# 철수씨와 02
《철수씨와 02》는 2018년 2월 15일부터 2018년 2월 16일까지 MBN에서 방영된 설 특집 드라마이다.

## 등장 인물
- 최일화 : 김철수 역
- 임예진 : 한영희 역
- 김승현 : 김동민 역
- 홍이주 : 김동희 역
- 정연수 : 02 역